# Antonangelo Casula
Antonangelo Casula (Carbonia, 16 giugno 1958) è un politico italiano sindaco di Carbonia dal 27 agosto 1990 al 15 marzo 2001.

## Biografia
Esponente del Partito Comunista Italiano, cominciò la sua carriera politica venendo eletto consigliere comunale a Carbonia nel 1979, carica che mantenne fino al 1995; nella città sarda fu anche assessore dal 1983 al 1985 e sindaco dal 1990 al 2001, sostenuto nel consiglio comunale da una maggioranza di centro-sinistra.
Casula fu presidente dell'Associazione Comuni Italiani per la sezione regionale della Sardegna dal novembre del 1995 al febbraio del 2001 ed in rappresentanza dell'ANCI divenne componente del Consiglio dei Poteri Locali e Regionali d'Europa e delle regioni d'Europa. Impegnato nel settore amministrativo, è stato inoltre presidente dell'Agenzia Energetica del suo paese natio e dell'Agenzia Energetica Sulcitana.
Il 18 maggio del 2006 entrò a far parte del secondo governo Prodi in qualità di sottosegretario all'Economia, carica che mantenne sino all'entrata in carica del quarto governo Berlusconi nella primavera 2008.